# Standing wave ratio

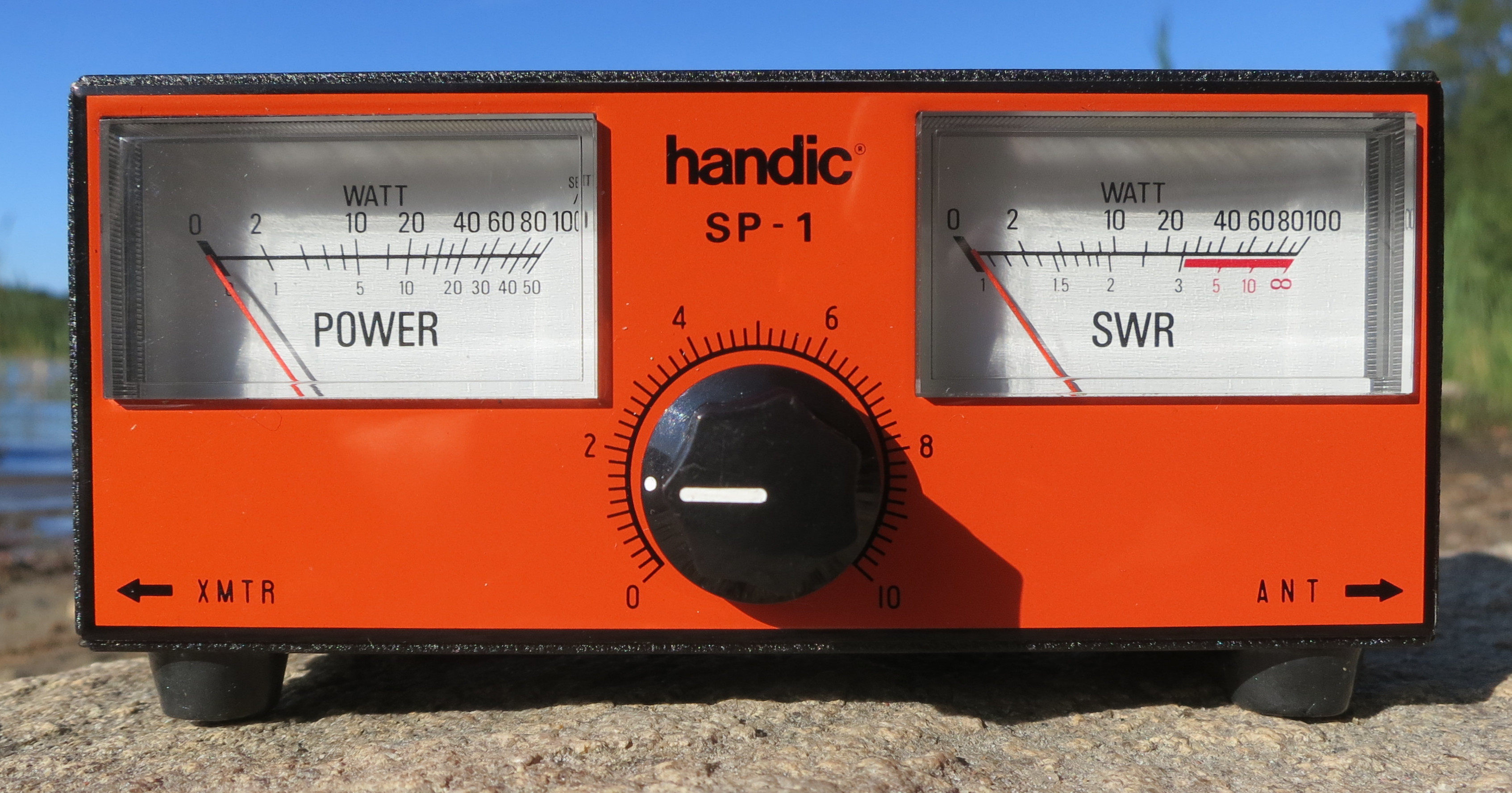
SWR-mätaren SP-1 från svenska Handic-bolagen

Inom telekommunikation betyder Standing Wave Ratio (SWR), dvs 'stående våg-kvot',  kvoten mellan amplituden av en partiell stående våg vid antinoden (maximum) i förhållande till amplituden hos närliggande nod (minimum) i en elektrisk transmissionsledning.
SWR definieras vanligen som spänningsförhållandet som kallas VSWR, för spännings stående våg förhållande. Till exempel så betyder VSWR-värdet 1.2:1 maximal stående våg amplitud som är 1.2 gånger större än den minimalt stående våg-värdet. Det är också möjligt att definiera SWR i termer av elektrisk ström, som resulterar i ISWR, som har samma numeriska värde. Effekt stående våg förhållandet (PSWRS) definieras som kvadraten av VSWR.

## Mer läsning
- Understanding the Fundamental Principles of Vector Network Analysis, Hewlett Packard Applikationsnotis 1287-1, 1997